# Albatros C.X
Albatros C.X – niemiecki samolot rozpoznawczy i bombowy. Zaprojektowany i zbudowany w 1917 roku w niemieckiej wytwórni lotniczej Albatros Flugzeugwerke.

## Historia

Silnik Mercedes D.IVa eksponowany w MLP w Krakowie

W 1917 roku w niemieckiej wytwórni lotniczej Albatros Flugzeugwerke. inżynierowie Robert Thelen i Schubert skonstruowali samolot rozpoznawczo-bombowy Albatros C.X. Stanowił on rozwinięcie konstrukcji samolotu rozpoznawczo-bombowego Albatros C.VII. Samolot Albatros C.X miał od niego większe wymiary i był napędzany silnikiem o większej mocy. Samolot oblatano w połowie 1917 roku. Podczas prób w locie spisywał się doskonale, charakteryzował się dobrymi właściwościami pilotażowymi i osiągami. W kadłubie z przodu mieścił się silnik rzędowy, który wystawał poza obrys kadłuba. Za silnikiem znajdowała się odkryte kabiny – najpierw pilota, a za nią obserwatora. Na końcu kadłuba było zamontowane usterzenie klasyczne z podziałem na stateczniki i stery. Przy silniku pokrycie kadłuba stanowiła blacha duraluminiowa, za silnikiem skleja. Płaty o konstrukcji drewnianej, dwudźwigarowe, kryte płótnem. Lotki umieszczono na obu płatach. Komorę płatów usztywniono słupkami metalowymi oraz cięgnami i drutami stalowymi. Podwozie klasyczne z płozą ogonową było amortyzowane sznurem gumowym. W latach 1917–1918 ogółem w różnych wytwórniach niemiecki wyprodukowano ponad 300 Albatrosów C.X.
Pierwsze samoloty Albatros C.X niemieckie lotnictwo wojskowe wprowadziło na froncie zachodnim do działań bojowych w październiku 1917 roku. Stosowano je przede wszystkim do rozpoznania na korzyść artylerii i innych jednostek, a także do bombardowania i ostrzeliwania wojsk nieprzyjaciela. W działaniach wojennych brały udział do końca I wojny światowej.

## Użycie w Wojsku Polskim
Po odzyskaniu przez Polskę niepodległości w listopadzie 1918 roku polskie oddziały wojskowe zdobyły w Wielkopolsce i Małopolsce 15 samolotów Albatros C.X. Po ich wyremontowaniu w 1919 roku przez warsztaty Stacji Lotniczej w Poznaniu na lotnisku Ławica znalazły się one na wyposażeniu 12 Eskadry wywiadowczej. Załogi polskie na samolotach Albatros C.X walczyły w latach 1919–1920 w wojnie polsko-bolszewickiej. Na kilku z nich prowadzono również szkolenie w Szkole Lotniczej na lotnisku Ławica. W lotnictwie wojskowym samoloty Albatros C.X używane były do 1923 roku.
W 1924 roku z inicjatywy lekarzy Okręgu Wojskowego w Poznaniu w warsztatach 3 Pułku Lotniczego  jeden samolot Albatros C.X przerobiono na samolot sanitarny. Przeróbka polegała na wymontowaniu uzbrojenia i likwidacji tylnej kabiny obserwatora. W wyniku tego wygospodarowano za kabiną pilota pomieszczenie w kadłubie (kabinę sanitarną) w którym można było ustawić piętrowo nosze dla dwóch chorych. Chorych do kabiny wnoszono przez drzwi wyposażone w trzy okrągłe okienka, usytuowane na lewym boku kadłuba samolotu. Samolot ten stał się pierwszym w Polsce wojskowym samolotem sanitarnym. Pomalowano go na kolor zielono-oliwkowy. Na górnej części płatów i na sterze kierunku widniał znak Czerwonego Krzyża, na obu stronach kadłuba wymalowano polskie znaki lotnicze biało-czerwone szachownice. Samolot ten był stosowany podczas manewrów wojskowych w Biedrusku koło Poznania. Jego lotniskiem macierzystym była Ławica w Poznaniu.

## Opis techniczny
Samolot Albatros C.X był dwumiejscowym samolotem rozpoznawczo-bombowym lub trzymiejscowym samolotem sanitarnym, dwupłatem o konstrukcji mieszanej. Podwozie – stałe. Napęd: 1 silnik rzędowy 6-cylindrowy Mercedes D.IVa, śmigło dwułopatowe drewniane. 